# Albuquerque
För andra betydelser, se Albuquerque (olika betydelser).
Albuquerque [engelskt uttal: 'ælbəkɝːkɪ, spanskt: alβuˈkeɾke] är en stad i Bernalillo County i den amerikanska delstaten New Mexico med en yta av 469,5 km² och en befolkning på omkring 565 000 invånare (2020), vilket gör den till delstatens största stad.  

## Historia
Albuquerque grundades 1706 som en spansk koloni. Namnet är en hyllning till Francisco Fernández de la Cueva, 10:e hertig av Alburquerque, som var Nya Spaniens vicekung från 1702 till 1711.

## Geografi
Staden är belägen i den centrala delen av delstaten vid floden Rio Grande, cirka 100 kilometer sydväst om huvudstaden Santa Fe. I öst ses bergsmassivet Sandia. Albuquerque är en ökenstad och sommaren är mycket varm med temperaturer regelbundet runt 40 C.

## Näringsliv
Bland de största arbetsgivarna finner man Sandia National Laboratories och Kirtland Air Force Base. Företaget Microsoft grundades i Albuquerque av Bill Gates och Paul Allen, när de sålde programspråket Altair BASIC till tillverkarna av Altair 8800 som fanns i staden. Intel har en stor fabrik för halvledare utanför staden.

## Kommunikationer
Två stora vägar passerar genom staden, Interstate 25 och Interstate 40. Flygplatsen heter Albuquerque International Sunport.

## Demografi
Cirka 3 % av befolkningen i staden är afroamerikaner. Nästan 40% är latinamerikaner. Av befolkningen lever cirka 14 % under fattigdomsgränsen.

## Vänorter
- - Albuquerque, Spanien
- - Aşgabat, Turkmenistan
- - Chihuahua, Chihuahua, Mexiko
- - Guadalajara, Jalisco, Mexiko
- - Helmstedt, Tyskland
- - Hualien, Taiwan
- - Lanzhou, Kina
- - Sasebo, Japan

## Populärkultur
- Skaparen av Beavis and Butthead och King of the Hill, Mike Judge, kommer från Albuquerque och det syns tydligt i de miljöer som hans figurer rör sig i.
- Tv-serierna Breaking Bad och Better Call Saul utspelar sig och spelas in i staden, och High School Musical spelas in i vissa delar av Albuquerque.